# Кировка (Приморский край)
Кировка — село в Ханкайском районе Приморского края России.
Входит в состав муниципального образования Сельское поселение Первомайское, в который входят сёла Первомайское, Рассказово, Кировка.

## История
В 1929 году была образована коммуна «Червонное казачество» в селе Первомайское, объединяющая 3 села. Кроме Первомайского туда входили Рассказово и Кировка. В Кировке стоял тогда один барак, жить приходилось по 2-3 семьи в одной комнате. Коммунары работали в колхозе и одновременно охраняли границу. В 1930 году коммуну расформировали, а взамен стали появляться колхозы. В Кировке был организован колхоз им. Кирова. В 1934 году в селе было 23 двора и проживало 45 человек.
В послевоенные годы было много сделано по улучшению жизни села. Корчевали лес, расширяли пахотные поля, строили новые здания. В селе появились многоквартирные дома со всеми удобствами, магазин, столовая, большой клуб, детский сад, строилась новая начальная школа. Сегодня в селе нет никакого общественного производства. Жители держат хозяйство, сдают молоко, выращивают урожай на своих участках. Некоторым удалось создать по настоящему крепкие крестьянские хозяйства. В селе имеется почта, дом культуры, частный магазин..

## Население
| 1934 | 2002 | 2005 | 2010 |
| ---- | ---- | ---- | ---- |
| 45   | ↗151 | ↗163 | ↘123 |

Население села — преимущественно русские и украинцы.